# Ги де Лузиньян (коннетабль Кипра)
Ги де Лузиньян (фр. Guy de Lusignan, 1275—1303) — коннетабль Кипра.
Ги был пятым сыном кипрского короля Гуго III и Изабеллы Ибелин. В 1291 году он стал коннетаблем Кипра.
Когда кипрским королём стал его старший брат Генрих II, то он часто становился беспомощным в результате приступов эпилепсии. В 1303 году Ги организовал заговор против короля, однако был схвачен и казнён.

## Семья и дети
В 1291 году Ги женился на Эшива д’Ибелин, сеньоре Бейрута. У них было двое детей:
- Гуго (1293—1359), ставший королём Кипра
- Изабелла, которая в 1322 году вышла замуж за титулярного коннетабля Иерусалима Оде де Дампьера